# 이제나섬

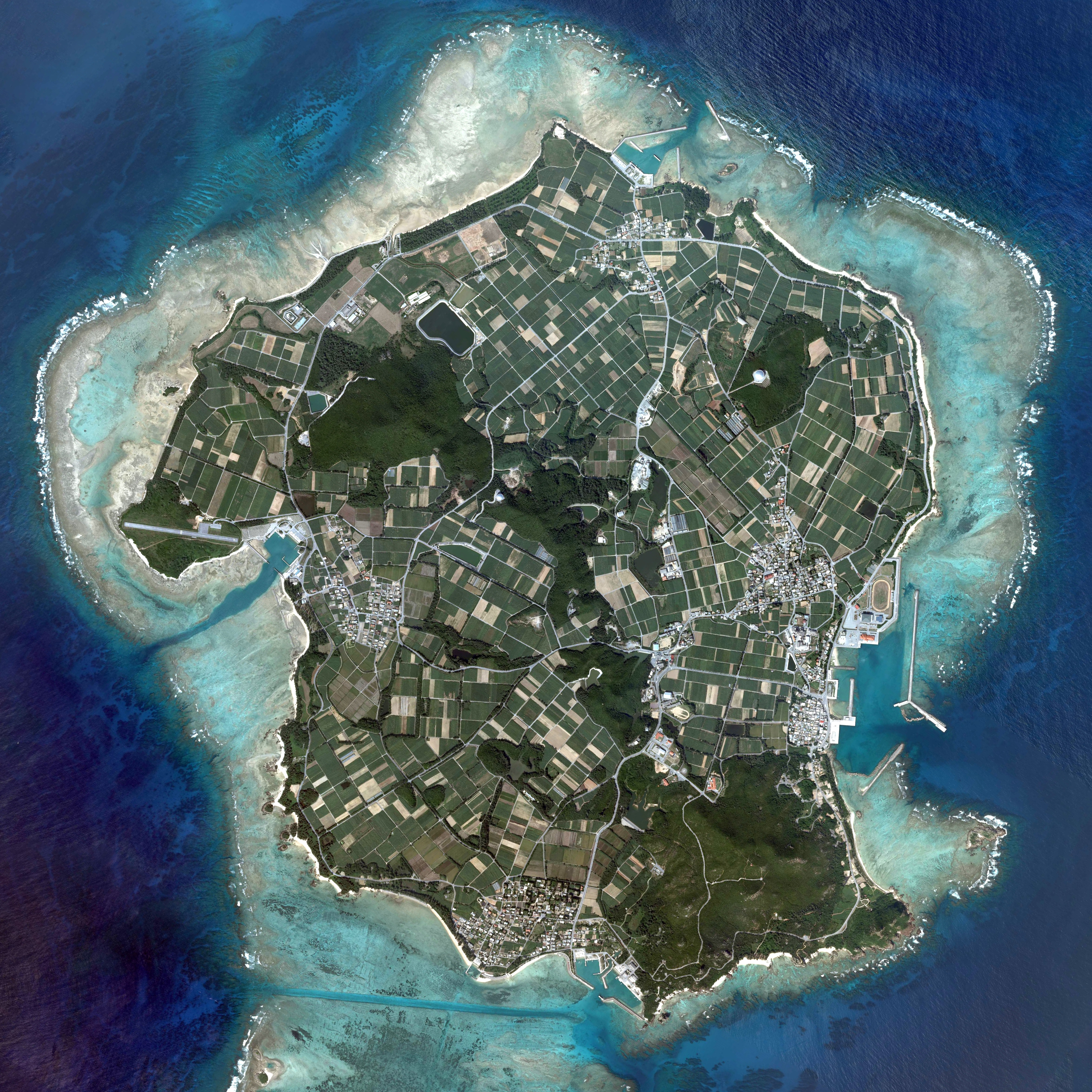
이제나섬

이제나섬(伊是名島 이제나지마[*])은 일본 난세이 제도 오키나와 본섬 북서부의 이헤야이제나 제도에 속하는 섬이다. 오키나와현 시마지리군 이제나촌의 주 섬이다.